# Calliscelio indicus
Calliscelio indicus är en stekelart som beskrevs av T.C. Narendran och Ramesh Babu 1999. Calliscelio indicus ingår i släktet Calliscelio och familjen Scelionidae. Inga underarter finns listade.